# Высоченко, Николай Петрович
Никола́й Петро́вич Высоче́нко (укр. Микола Петрович Височенко, 7 октября 1926 год, Скадовск — 28 мая 1983 год, Скадовск) — главный агроном колхоза «Советская Украина» Скадовского района, Херсонская область. Герой Социалистического Труда (1973).

## Биография
Родился 7 октября 1926 года в крестьянской семье в городе Скадовск. Окончил 8 классов перед началом Великой Отечественной войны. В ноябре 1943 года был призван на фронт. Получил тяжёлое ранение во время сражения на Одере. После ампутации ноги демобилизован. В первые послевоенные годы работал бухгалтером районного отделения социального обеспечения в Скадовске. В 1947 году поступил в Полтавское профтехучилище, которое окончил с отличием в мае 1949 года по специальности агроном. В сентябре 1949 года поступил в Уманский сельскохозяйственный институт, по кончании которого с ноября 1953 года работал агрономом Скадовского районного управления сельского хозяйства и после его реорганизации — агрономом Скадовской МТС.
С июня 1958 года — агроном-плановик и с января 1961 года — главный агроном колхоза «Советская Украина» Скадовского района. Будучи агрономом, впервые внедрил радикальные изменения в Таврической степи, применив метод орошения полей водами Днепра. В 1963 году в колхозе вошла в строй первая очередь орошения заливного рисового поля, площадью 450 гектаров, за что был награждён Орденом Ленина. В 1971 году колхоз собрал урожай озимой пшеницы в среднем по 42,6 центнеров с каждого гектара и в 1973 году — урожай вырос до 46 центнеров с каждого гектара.
В 1973 году удостоен звания Героя Социалистического Труда.
После выхода на пенсию проживал в Скадовске. Скончался 28 мая 1983 года.

## Награды
- Герой Социалистического Труда (1973)
- Орден Ленина (дважды — 1963, 1973)
- Орден Славы
- Почётный гражданин Скадовска